# Brocz (dopływ Wrzosówki)
Brocz (niem. Bratsch, Pratsch) – potok, lewy dopływ Wrzosówki o długości 5,04 km.
Potok płynie w Sudetach Zachodnich, w Karkonoszach. Jego źródła znajdują się na północnym stoku Śmielca, na wysokości 950 m n.p.m. Płynie na północ. U podnóży Świerczyny skręca na wschód, przyjmuje prawy dopływ Pracz, po czym w centrum Jagniątkowa wpada do Wrzosówki.
Płynie po granicie i jego zwietrzelinie. Obszar zlewni Brocza porośnięty jest górnoreglowymi, niżej dolnoreglowymi lasami świerkowymi. Wzdłuż potoku biegnie zachodnia i północna granica Karkonoskiego Parku Narodowego.

## Szlaki turystyczne
- dolnym biegiem wyznaczony jest szlak turystyczny:
  -  czarny: Jagniątkowo - Trzy Jawory
- przy ujściu schodzi szlak:
  -  żółty ze wsi Michałowice
  -  niebieski Czarna Przełęcz - Podgórzyn[5].